# Est-patrolas Indian Reserve 4
Est-patrolas Indian Reserve 4 (franska: Réserve indienne Est-patrolas 4) är ett reservat i Kanada.   Det ligger i provinsen British Columbia, i den sydvästra delen av landet, 3 600 km väster om huvudstaden Ottawa.
I omgivningarna runt Est-patrolas Indian Reserve 4 växer i huvudsak blandskog. Runt Est-patrolas Indian Reserve 4 är det ganska glesbefolkat, med 38 invånare per kvadratkilometer.